# دوري أبطال الخليج للأندية 2016
دوري أبطال الخليج هي بطولة دوري كرة قدم سنوية تنظم لأندية شبه الجزيرة العربية.
كان من المقرر أن تكون نسخة 2016 النسخة 31.
في 6 أغسطس 2015، أعلن تأجيل المسابقة إلى فبراير 2016 بسبب تعليق عضوية الكويت في الفيفا. وفي وقت لاحق من يناير 2016، أعلن أن المنافسة لن تتم على الإطلاق بسبب غياب الرعاية. ولذلك، ستعقد النسخة التالية في عام 2017.

## الفرق
| الفريق                                              | طريقة التأهل                                        | الظهور                                              | آخر ظهور                                            |
| الداخلون المباشرون لمرحلة المجموعات (المجموعات أ-د) | الداخلون المباشرون لمرحلة المجموعات (المجموعات أ-د) | الداخلون المباشرون لمرحلة المجموعات (المجموعات أ-د) | الداخلون المباشرون لمرحلة المجموعات (المجموعات أ-د) |
| --------------------------------------------------- | --------------------------------------------------- | --------------------------------------------------- | --------------------------------------------------- |
| نادي الحد                                           | فائز كأس ملك البحرين 2015                           | الأول                                               | لا شيء                                              |
| نادي المنامة                                        | ثاني الدوري البحريني الممتاز 2014–15                | الثالث                                              | 2015                                                |
| النادي العربي (الكويت)                              | ثاني الدوري الكويتي 2014–15                         | الثامن                                              | 2012                                                |
| نادي الجهراء                                        | ثالث الدوري الكويتي 2014–15                         | الثالث                                              | 2015                                                |
| نادي صور                                            | ثالث دوري المحترفين العماني 2014-15                 | الأول                                               | لا شيء                                              |
| نادي النصر (عمان)                                   | رابع دوري المحترفين العماني 2014-15                 | الخامس                                              | 2015                                                |

| الفريق                                              | طريقة التأهل                                        | الظهور                                              | آخر ظهور                                            |
| الداخلون المباشرون لمرحلة المجموعات (المجموعات أ-د) | الداخلون المباشرون لمرحلة المجموعات (المجموعات أ-د) | الداخلون المباشرون لمرحلة المجموعات (المجموعات أ-د) | الداخلون المباشرون لمرحلة المجموعات (المجموعات أ-د) |
| --------------------------------------------------- | --------------------------------------------------- | --------------------------------------------------- | --------------------------------------------------- |
| النادي الأهلي (قطر)                                 | خامس دوري نجوم قطر 2014–15                          | الثاني                                              | 2012                                                |
| النادي العربي (قطر)                                 | ثامن دوري نجوم قطر 2014–15                          | السابع                                              | 2015                                                |
| الفتح                                               | سادس دوري المحترفين السعودي 2014–15                 | الأول                                               | لا شيء                                              |
| الفيصلي                                             | سابع دوري المحترفين السعودي 2014–15                 | الثاني                                              | 2015                                                |
| نادي الوصل                                          | سادس دوري الخليج العربي للمحترفين 2014–15           | الثالث                                              | 2013                                                |
| نادي بني ياس                                        | ثامن دوري الخليج العربي للمحترفين 2014–15           | الثالث                                              | 2013                                                |

## مرحلة المجموعات
تم إجراء سحب مرحلة المجموعات قبل إلغاء البطولة.
المجموعة أ
- نادي الجهراء
- نادي المنامة
- النصر
- الأهلي

المجموعة ب
- العربي
- الفتح
- نادي بني ياس
- العربي

المجموعة ج
- نادي الوصل
- نادي الحد
- نادي صور
- الفيصلي

## وصلات خارجية
- Official website
- Season at soccerway.com